# Абдуллаев, Содик Собитович
Абдуллаев Содик Собитович (узб. Sodiq Sobitovich Abdullayev, Содиқ Собитович Абдуллаев) — Член Комитета Сената Олий Мажлиса Республики Узбекистан по вопросам экономики (2007—2017), Хоким Ташкентской области (2016—2016).

## Биография
- В 1984 году окончил ТИНХ по специальности экономист.
- С 1992 по 2001 гг. — Работа на различных должностях в системе Центрального банка Республики Узбекистан.
- С 2001 по 2007 гг. — Начальник управления Министерства финансов Республики Узбекистан.
- С 2007 по 2012 гг. — заместитель Хокима Ташкентской области.
- С 2012 по 2016 гг. — Хоким Зангиатинского района Ташкентской области.
- В 2016 г. — Хоким Ташкентской области.
- С 2016 по 2017 гг. — Хоким Янгиюльского района Ташкентской области.